# National Parliament House
National Parliament House est un édifice, où siège le Parlement national de la Papouasie-Nouvelle-Guinée, situé à Port Moresby, la capitale du pays.

## Histoire
L'Assemblée de Papouasie-Nouvelle-Guinée siège entre 1964 et 1975 dans un bâtiment du centre-ville de Port Moresby qui était auparavant utilisé comme hôpital. Le bâtiment du Parlement national est officiellement ouvert par le prince Charles le 8 août 1984. L'ancien bâtiment est démoli et il est actuellement en cours de réaménagement en tant que musée et bibliothèque d'histoire politique.
Le bâtiment du Parlement national est adjacent aux bâtiments de la Cour suprême.